# Elecciones municipales de Taipéi de 1998
Las elecciones municipales de Taipéi de 1998 tuvieron lugar el 5 de diciembre del mencionado año con el objetivo de elegir al Alcalde de la Capital Provisional para el período 1998-2002, así como renovar los 52 escaños del Consejo Municipal. Fueron las segundas elecciones municipales desde la restauración de la alcaldía electa y la democratización del país en 1994.
A diferencia de la elección anterior, en esta ocasión la competencia fue muy reñida y polarizada debido al bipartidismo imperante a nivel nacional entre el oficialismo municipal, encabezado por el Partido Progresista Democrática (DPP) y el oficialismo nacional, encabezado por el Partido Nacionalista Chino (Kuomintang). El alcalde incumbente, Chen Shui-bian, se presentó a la reelección, debiendo competir contra Ma Ying-jeou, del Kuomintang. Aunque el Partido Nuevo Chino (CNP), que había dividido el voto de centroderecha reunificacionista en 1994 y posibilitó la victoria de Chen, también presentó un candidato, Wang Chien-shien, en esta ocasión Ma contaba con el apoyo directo del presidente de la república, Lee Teng-hui, y mantuvo una campaña favorable a la taiwanización sin perder el voto desfavorable a la misma. Aunque la administración de Chen gozaba de amplio apoyo público, con Taipéi siendo considerada una de las cincuenta ciudades mejor gobernadas de Asia según la revista Time, perdió muchos apoyos debido a los abiertos movimientos realizados por el presidente Lee Teng-hui para que el Kuomintang tomara el control de la ciudad. Durante la campaña, realizó un diálogo público con Ma hablando en idioma taiwanés y le preguntó por su lugar de origen, a lo que Ma respondió: "Soy un ciudadano taiwanés, que bebe agua taiwanesa y come arroz taiwanés".
Días antes de las elecciones, la dirigencia oficial del Partido Nuevo Chino retiró su apoyo a Wang y llamó a sus partidarios a votar por Ma, logrando la cohesión del voto reunificacionista. En gran medida debido a esto último, Ma obtuvo una holgada victoria con el 51.13% de los votos contra el 45.91% obtenido por Chen. Aunque recibió más votos en términos porcentuales y absolutos que en la elección anterior, Chen perdió contra Ma por poco menos de 80.000 votos. Devastada su candidatura por la falta de apoyo de su propio partido, Wang se quedó con el 2.97% restante del voto válido, cuando la candidatura de Jaw por el CNP en 1994 había superado el 30%. En las elecciones al Consejo Municipal, el Kuomintang obtuvo 23 escaños contra 19 del DPP y 9 del CNP, por lo que el reunificacionismo mantuvo la mayoría pero el Kuomintang no recibió la mayoría absoluta propia lograda en los comicios. El resultado fue divisivo geográficamente, con Ma imponiéndose en los distritos al sur de la ciudad y Chen en los del norte. La participación electoral fue del 80.89% en la elección del alcalde y 80.88% en la elección de concejales, un ligero aumento con respecto a la anterior elección.
El Kuomintang conservaría el gobierno municipal de la capital taiwanesa hasta las elecciones de 2014, en las que la coalición pan-verde liderada por el DPP lograría recuperarla apoyando un candidato independiente.

## Resultados

### Alcalde
|  | 51.13 % |

|  | 45.91 % |

|  | 2.97 % |

|  | 99.16 % |

|  | 0.84 % |

|  | 100.00 % |

|  | 80.89 % |

### Concejo Municipal
|  | 40.08 % |

|  | 30.96 % |

|  | 18.56 % |

|  | 1.85 % |

|  | 0.65 % |

|  | 1.51 % |

|  | 0.06 % |

|  | 6.30 % |

|  | 97.61 % |

|  | 2.39 % |

|  | 100.00 % |

|  | 80.88 % |